# ولرت لاس بلویر
ولرت لاس بلویر (به فرانسوی: Vellerot-lès-Belvoir) یک کمون در فرانسه است که در Canton of Clerval واقع شده‌است.

## خصوصیات
ولرت لاس بلویر ۶٫۰۴ کیلومترمربع مساحت و ۱۱۶ نفر جمعیت دارد.